# Dyanne Thorne
Dyanne Thorne (* 14. Oktober 1936 als Dorothy Ann Seib in Park Ridge, New Jersey; † 28. Januar 2020 in Las Vegas, Nevada) war eine US-amerikanische Schauspielerin. 

## Leben
Thorne spielte in den Anfangsjahren ihrer Karriere in diversen Theaterstücken und Filmen ihren eigenen Worten zufolge „sexy-süße Charakterrollen, blöde Blondinen und Freundinnen von Gangstern“. Bekannt wurde sie vor allem durch ihre Rolle der Ilsa in dem Film Ilsa, She Wolf of the SS und einigen Nachfolgeproduktionen.
Thorne trat in ihren Filmen auch als Lahna Monroe, Rosalee Stein und Diane Thorne auf. Zahlreiche Darstellerinnen in anderen Frauengefängnisfilmen wurden besetzt, da sie eine große Ähnlichkeit mit Thorne aufwiesen und so von ihrem Ruhm innerhalb der Szene schöpfen konnten. Der geplante Crossover-Film Ilsa meets Bruce Lee in the Devil's Triangle allerdings wurde nie gedreht. Nach einer Pause von mehr als 20 Jahren kehrte sie 2013 für den Independentfilm House of the Witchdoctor und den Grindhouse-Film House of Forbidden Secrets (erneut in der Rolle der Greta Gristina, aus den Ilsa-Filmen) vor die Kamera zurück.
Schon im August 1977 schrieb das Männermagazin Oui, Thorne arbeite in ihrer Heimatstadt Las Vegas als eine Art Predigerin und gebe im Rahmen der Philosophie Religious Science Lektionen für erfolgreiches Leben. 2006 besaß sie eine eigene Kapelle in Las Vegas, in der sie auch als Priesterin arbeitete.

## Filmografie (Auswahl)

### Filme
- 1960: Wer war die Dame? (Who Was That Lady?)
- 1963: Verliebt in einen Fremden (Love with the Proper Stranger)
- 1964: Sin in the Suburbs
- 1971: The Erotic Adventures of Pinocchio
- 1971: Point of Terror
- 1972: Blood Sabbath
- 1975: Ilsa, She Wolf of the SS
- 1976: Ilsa – Haremswächterin des Ölscheichs (Ilsa, Harem Keeper of the Oil Sheiks)
- 1977: Greta – Haus ohne Männer (Greta, La Tortionnaire)
- 1977: Ilsa, die Tigerin (Ilsa, the Tigress of Siberia)
- 1987: Wahre Männer (Real Men)
- 2013: House of Forbidden Secrets
- 2013: House of the Witchdoctor

### Fernsehen
- 1966: Felony Squad (Fernsehserie, 2 Folgen)
- 1968: Raumschiff Enterprise (Star Trek, Fernsehserie, 1 Folge)